# Сосьва (річка)
Сосьва, у верхів'ї Велика Сосьва (рос. Сосьва) — річка в Азії, у центральній, крайній західній частині Західного Сибіру, протікає територією Західно-Сибірської рівнини, у північній частини Свердловської області Росії. Права твірна річки Тавди. Належить до водного басейну річки Об → Карського моря.

## Географія
Витік річки Сосьви починається на східних схилах Північного Уралу, за 2,5 км схід — північний схід від гори Сосьвинський Камінь (954,2 м), на висоті близько 700 м над рівнем моря. Тече територією Карпінського, Сєвероуральського, Івдельського, Сосьвинського, Сєровського, знову Сосьвинського та Гаринського міських округів Свердловської області, Туринською рівнининою (Західно-Сибірська рівнина), в середній та нижній течії заболоченою долиною у сильно звивистому, меандровому руслі. Спочатку тече на північ — північний схід, в районі гори Лямпа Кутинська (1410,7 м) за 5 км вище впадіння лівої притоки Сольви — повертає на схід, після впадіння лівої притоки Шегультан — повертає на південь — південний схід, а після села Кошай — повертає на північний схід. Зливаючись з лівою твірною — Лозьвою, утворює річку Тавда за 719 км від її гирла, за 14 км на північ від селища Гарі та за 1 км вище закинутого села Усть-Лозьва на висоті 56 м. Поблизу гирла ширина русла річки доходить до 75—105 метрів, при глибині 2,5-3,0 метри і швидкості потоку — до 0,3 м/с.
Довжина річки — 635 км. Площа басейну — 24 700 км². Від витоку річки Сосьви до гирла Тавди довжина (неофіційна) становить — 1354 км, а загальна площа басейну — 88 100 км². Повне падіння рівня русла Сосьви, від витоку до гирла, становить 644 м, що відповідає середньому похилу русла — 1,01 м/км.
Сплавна (використовується для лісосплаву). Судноплавна частково в середній та нижній течії, на 333 км від гирла Сосьви до гирла правої притоки, річки Каква.

## Гідрологія
Живлення річки змішане, снігове та дощове, з перевагою снігового. Замерзає на початку листопада. Розкривається у квітні. Річний перепад коливань рівня води в середній і нижній течії 5-6 м.
Середньорічна витрата води за період спостереження протягом неповних 11 років (1979–1989) на станції в селі Морозково, за 278 км від гирла, становила 112,3 м³/с для водного басейну 11 500 км², що відповідає майже 46,6 % від загальної площі басейну річки, яка становить 24 700 км². Величина прямого стоку в цілому по цій частині басейну становила — 308,09 міліметри на рік, яка є доволі великим значенням, і перевищує майже в два рази величину прямого стоку для всієї площі басейну.
Середньорічна витрата води за період спостереження протягом 41 року (1938–1942 та 1954–1989) на станції в смт Сосьва, за 140 км від гирла, становила 123,3 м³/с для водного басейну 22100 км², що відповідає майже 89,5 % від загальної площі басейну річки. Величина прямого стоку в цілому по цій частині басейну становила — 176,05 міліметри на рік, модуль стоку — 5,5 л/(с*км²).
За період спостереження встановлено, що мінімальний середньомісячний стік становив 17,36 м³/с (у березні), що відповідає 3,8 % максимального середньомісячного стоку, який відбувається у травні місяці та становить майже — 452,88 м³/с і вказує на доволі велику амплітуду сезонних коливань.
За період спостереження, абсолютний мінімальний місячний стік (абсолютний мінімум) становив 4,89 м³/с (у межень лютого 1939 року), а абсолютний максимальний місячний стік (абсолютний максимум) — 1250 м³/с (в період повені травня 1957 року).

## Притоки
Річка Сосьва приймає більше чотирьох десятків приток, довжиною понад 10 км. Найбільших із них, довжиною понад 50 км — 10, із них понад 100 км — 5 (від витоку до гирла):
| Назва притоки                   | Довжина,(км) | Площа водозбірного басейну, (км²) | Відстань від гирла р. Сосьви, (км) | Витрата води,(м³/с) |
| ------------------------------- | ------------ | --------------------------------- | ---------------------------------- | ------------------- |
| → Шегультан (Великий Шегультан) | 97           | 900                               | 537                                |                     |
| ← Вагран                        | 137          | 1620                              | 501                                |                     |
| ← Велика Волчанка               | 66           | 525                               | 405                                |                     |
| → Лангур (Північний Лангур)     | 129          | 865                               | 400                                |                     |
| ← Тур'я                         | 128          | 1160                              | 372                                | 2,64 (72 км)        |
| ← Каква                         | 170          | 1970                              | 333                                |                     |
| ← Ляля (Полуденна Ляля)         | 258          | 7430                              | 203                                |                     |
| ← Молва                         | 70           | 640                               | 167                                |                     |
| ← Калинка                       | 64           | 720                               | 95                                 |                     |
| → Воробина                      | 75           | 1040                              | 4,3                                |                     |

## Населенні пункти
Басейн і береги річки малозаселені, з густотою заселення від 5-8 осіб/км² у верхів'ї, до 2-0,2 осіб/км². На берегах розташовано до трьох десятків населених пунктів, найбільші з яких — селища Маслово (509 осіб, 2010), Андріановичі (551 особа, 2010), місто Сєров (97 940 осіб, 2016), села Романово (588 осіб, 2010), Кошай (811 осіб, 2010), смт Сосьва (8407 осіб, 2016), Гарі (2172 особи, 2016), частина з яких нежилі, споруди зимників та мисливські будиночки (від витоку до гирла): села Сосьва, Денежкино, селища Маслово, Марсяти, Петрова, Кордон, Андріановичі, Межева (нежиле), Красний Яр, Масловка (нежиле), села: Чорноярський, Урай, Поспілкова, Морозково, Семенова, Магіна, Маслова, Матушкина, Романово, Зелений, Кошай, смт Мішина, Махтили (нежиле), Ричкова, Петрова.

## Галерея

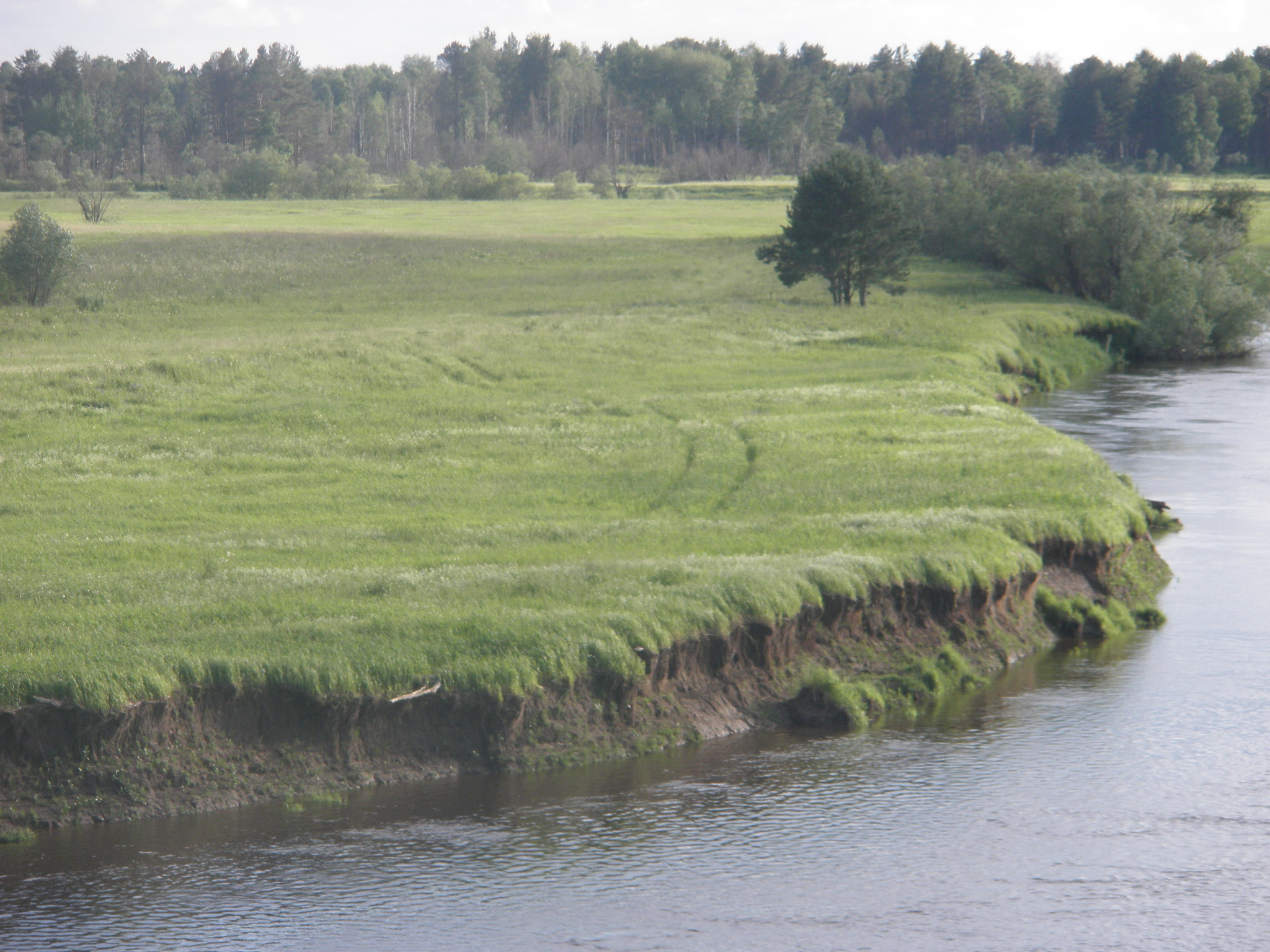
Річка Сосьва
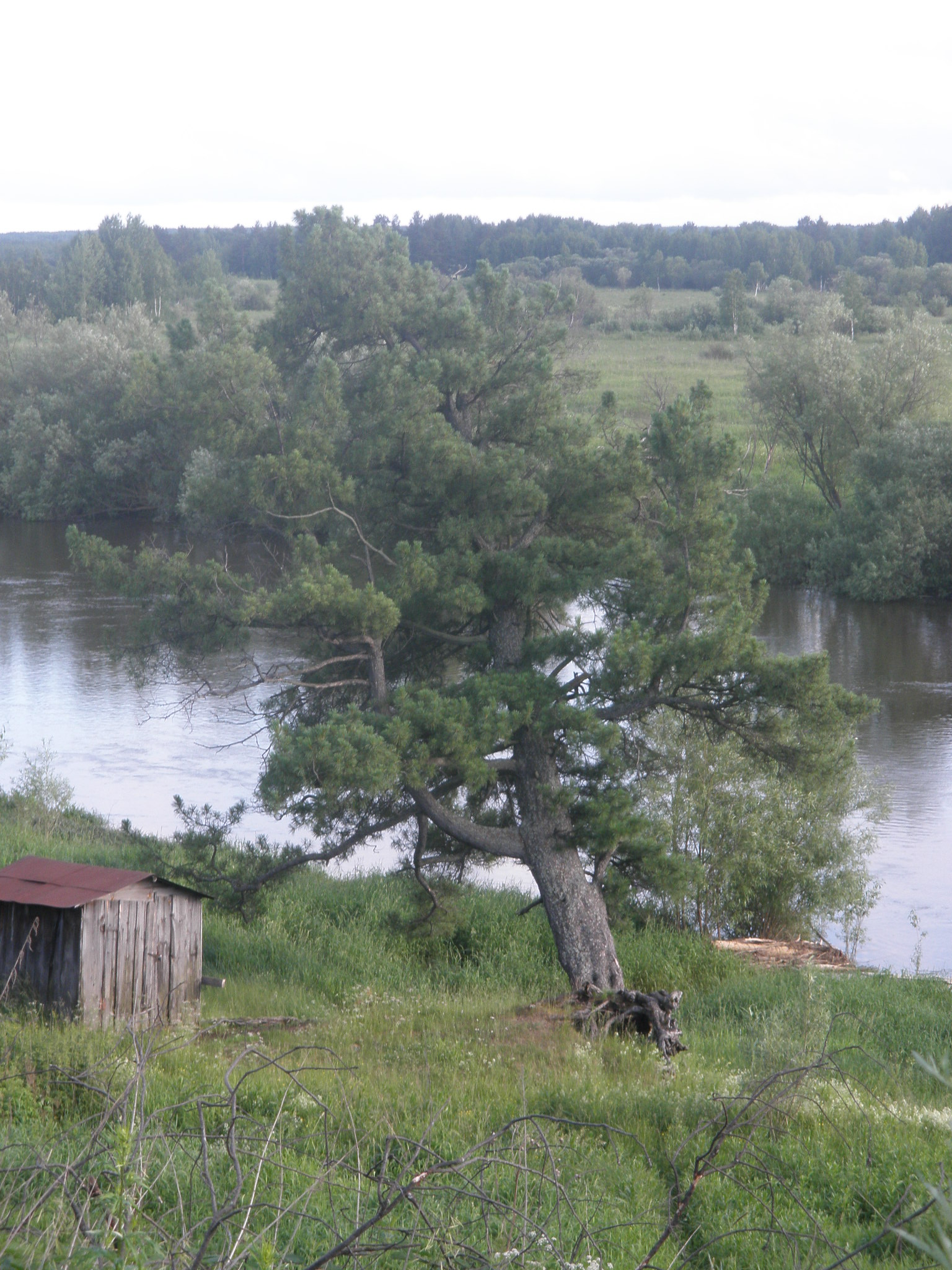
Річка Сосьва
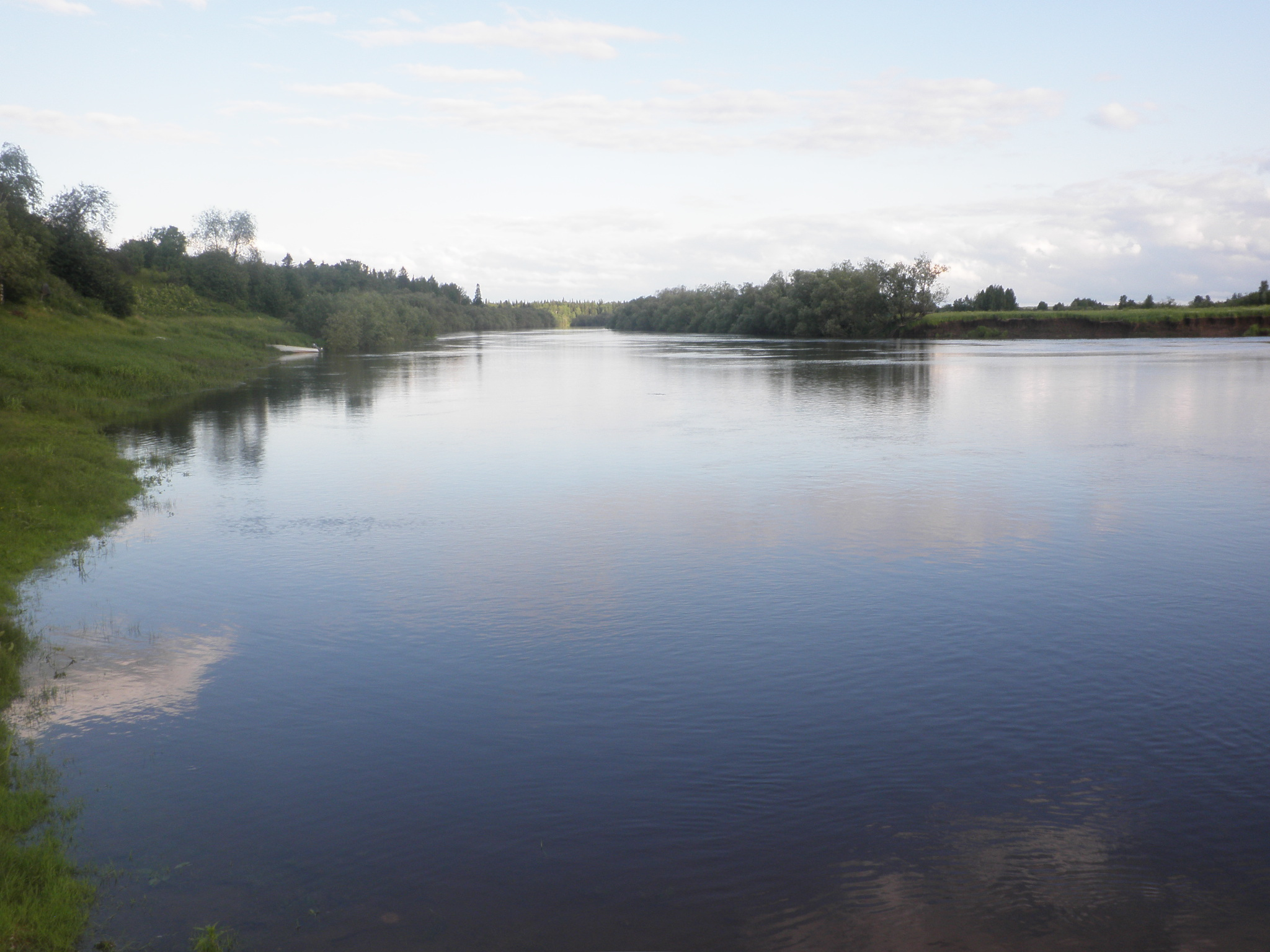
Річка Сосьва. Паводок